# وولفگانگ بائومگارت
وولفگانگ بائومگارت (انگلیسی: Wolfgang Baumgart; ۲۳ اکتبر ۱۹۴۹ – ۲۱ فوریهٔ ۲۰۱۱) بازیکن هاکی روی چمن اهل آلمان غربی بود.